# آن أسكيو

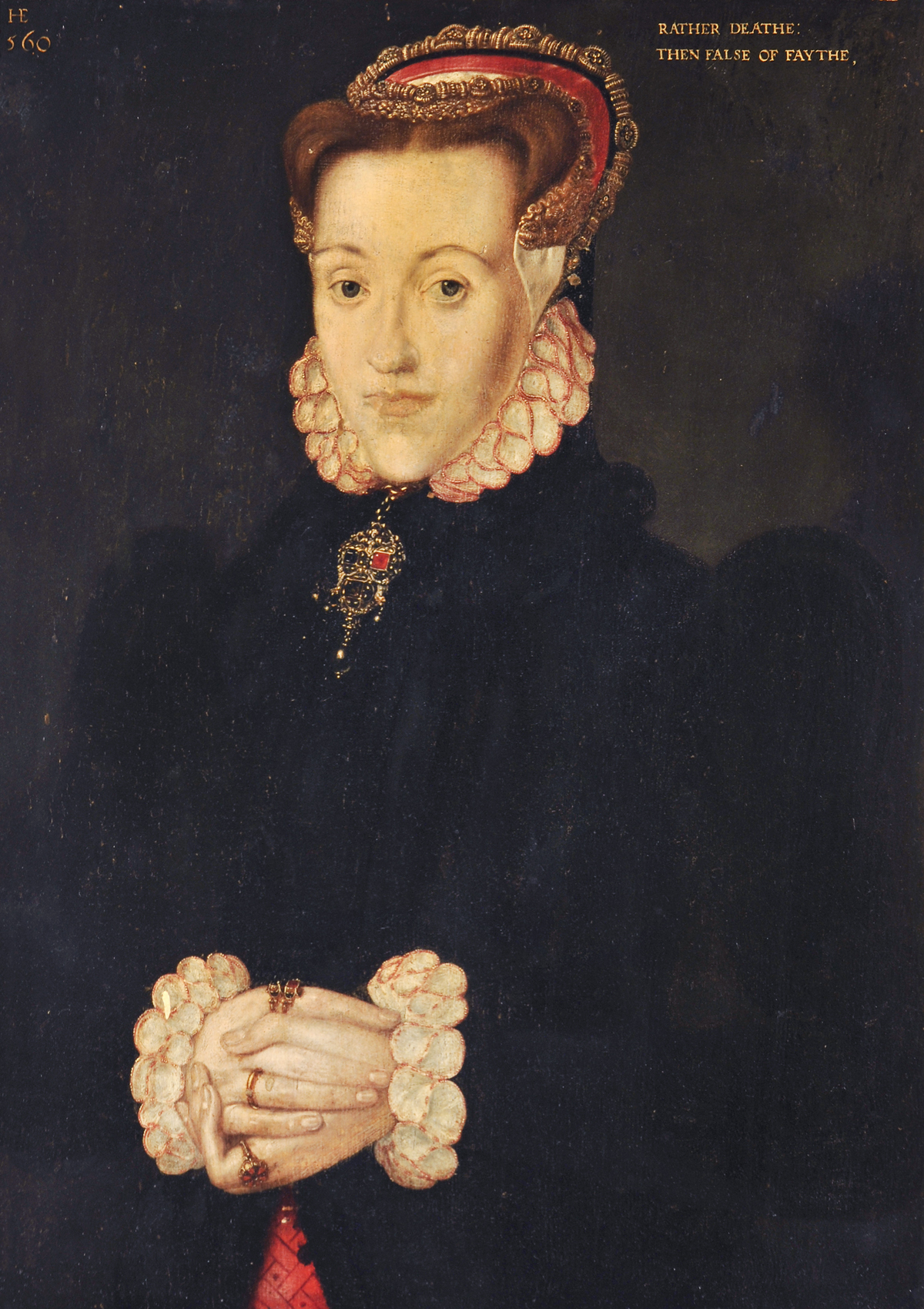
لوحة رسمها هانز يورث عام 1560

آن أسكيو Anne Askew (أحيانًا يتم تهجئتها Ayscough أو Ascue )، اسمها بعد زواجها Anne Kyme، ( وُلِدت عام 1521 – 16 يوليو 1546)  كانت كاتبة إنجليزية وشاعرة وواعظة أنابابتستية أُدينَت بالزندقة في عهد ملك إنجلترا هنري الثامن. آن أسكيو ومارجريت شاين المرأتان الوحيدتان المُسجلتان والمعروفتان أنهما تعرضتا للتعذيب في برج لندن وحرقتا على الوتد .
وتُعتبر أيضاً واحدة من أوائل الشاعرات المعروفات في التأليف باللغة الإنجليزية. 

## السيرة الذاتية

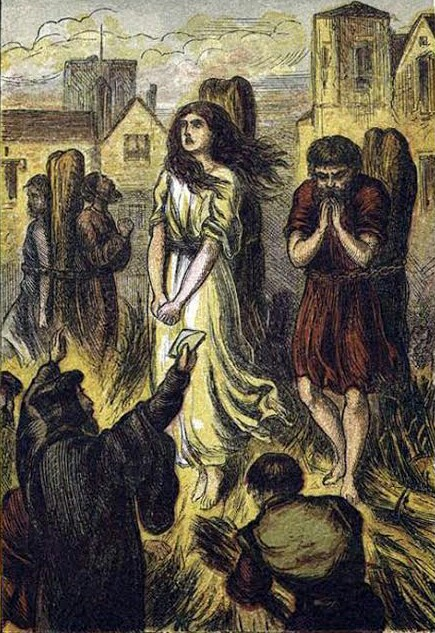
استشهاد آن أسكيو

ولدت آن أسكيو عام 1521 في لينكولنشاير، إنجلترا، إذ كان والِدها السير ويليام أسكيو مالك أراضي ثري، ووالِدتُها إليزابيث ورتيسلي، من مدينة ريدينغ، بيركشايرز. كان السير ويليام أسكيو رجلاً نبيلًا يعمل في محكمة الملك هنري الثامن، إالى جانب كونه عضواً في هيئة المحلّفين في محاكمة المُتهمين المشتركين مع آن بولين.
كانت آن المولودة الرابعة من بين خمسة أطفال، من بينهم إخوتها فرانسيس وإدوارد والأخوات مارثا وجين. كان لديها أيضاً شقيقان من زوجة والدها الثانية إليزابيث هاتون، كريستوفر وتوماس. وكانت أيضا من أقرباء روبرت آسك، الذي قاد حركة مهاجري الرحمة.
كان السير ويليام أسكيو قد رتّب زواج إبنَته الكُبرى مارثا من توماس كيم، لكنّها تُوفّيت عندما كانت آن تبلغ من العمر 15 عاماً مما دفع والدها إلى تزويجها لتوماس بدل مارثا لتوفير المال.
كانت أسكيو بروتستانتية مُتدينة ومؤمنة طوال حياتها. واقتنعت من خلال قراءاتها أن فكرة تحويل الجوهر خاطئة. حيث أثارت تصريحاتها الجدل في لينكن. كان زوجها كاثوليكياً، مما جعل زواجهما مثيراً للجدل لرغبتها بنشر دينها رغم رفض زوجها كيم وشقيقها فرانسيس. كانت أسكيو أُمّاً لطفلين من زوجها كيم قبل أن يطردها لكونها بروتستانتية. ويُزعم أنها كانت تسعى إلى الإنفصال، لذلك لم يُزعجها الأمر.